# 2004 BX159
2004 BX159 — астероид диаметром около 1,2 км в центральной области пояса астероидов. Впервые наблюдался в Паранальской обсерватории в Чили 20 января 2004 года. Возможное соударение астероида с Землёй 29 августа 2009 года не состоялось. Объект был удалён из таблицы рисков Sentry Risk Table в апреле 2014 года, поскольку после обнаружения астероида на более ранних снимках выяснилось, что объект представляет собой неопасный астероид главного пояса.

## Описание
2004 BX159 обращается вокруг Солнца в щели Кирквуда в центральной части главного пояса на расстоянии 2,2-2,9 а. e. с периодом 4,03 года (1471 дней). Орбита обладает эксцентриситетом 0,15 и наклонением 4° относительно плоскости эклиптики.
После открытия астероид считался объектом, пересекающим орбиту Марса, поскольку орбита в целом была плохо известна. Также астероид был внесён в таблицу опасных объектов Sentry Risk Table из-за возможности соударения с Землёй. При дуге наблюдения длиной 3 дня и всего 8 наблюдениях значение перигелия оценивалось в 1,5 ± 3 а. e..
В начале 2014 года астероид был обнаружен на более ранних снимках в архивах телескопа Канада-Франция-Гавайи в обсерватории Мауна-Кеа, после чего точность орбиты была значительно улучшена, что позволило отнести объект к обычным астероидам главного пояса, не представляющим угрозы для Земли.
Центр малых планет также согласовал данные с наблюдениями, о которых сообщалось с 1997 года. В настоящее время орбита астероида надёжно определена, поскольку объект наблюдался на протяжении десятилетий, при этом параметр неопределённости орбиты равен 0.
Известно, что 2004 BX159 прошёл на расстоянии 0,0036 а. е. (540 000 км) от астероида (3) Юнона 18 сентября 1961 года.